# Brunvillers-la-Motte
Brunvillers-la-Motte ist eine französische Gemeinde mit 344 Einwohnern (Stand: 1. Januar 2022) im Département Oise in der Region Hauts-de-France (vor 2016 Picardie). Sie liegt im Arrondissement Clermont und ist Teil der Communauté de communes du Plateau Picard und des Kantons Saint-Just-en-Chaussée. Die Einwohner werden Brunvillois genannt.

## Geographie
Brunvillers-la-Motte liegt etwa 35 Kilometer nordöstlich von Beauvais. Umgeben wird Brunvillers-la-Motte von den Nachbargemeinden Sains-Morainvillers im Norden, Maignelay-Montigny im Osten, Plainval im Süden, Quinquempoix im Westen und Südwesten sowie Gannes im Westen und Nordwesten.

## Einwohner
| 1962                      | 1968 | 1975 | 1982 | 1990 | 1999 | 2006 | 2013 |
| ------------------------- | ---- | ---- | ---- | ---- | ---- | ---- | ---- |
| 224                       | 210  | 195  | 218  | 353  | 337  | 330  | 336  |
| Quelle: Cassini und INSEE |      |      |      |      |      |      |      |

## Sehenswürdigkeiten
- Kirche Saint-Michel aus dem 16. Jahrhundert, seit 1922 Monument historique (siehe auch: Liste der Monuments historiques in Brunvillers-la-Motte)
- Friedhofskapelle, frühere Pfarrkirche Saint-Martin

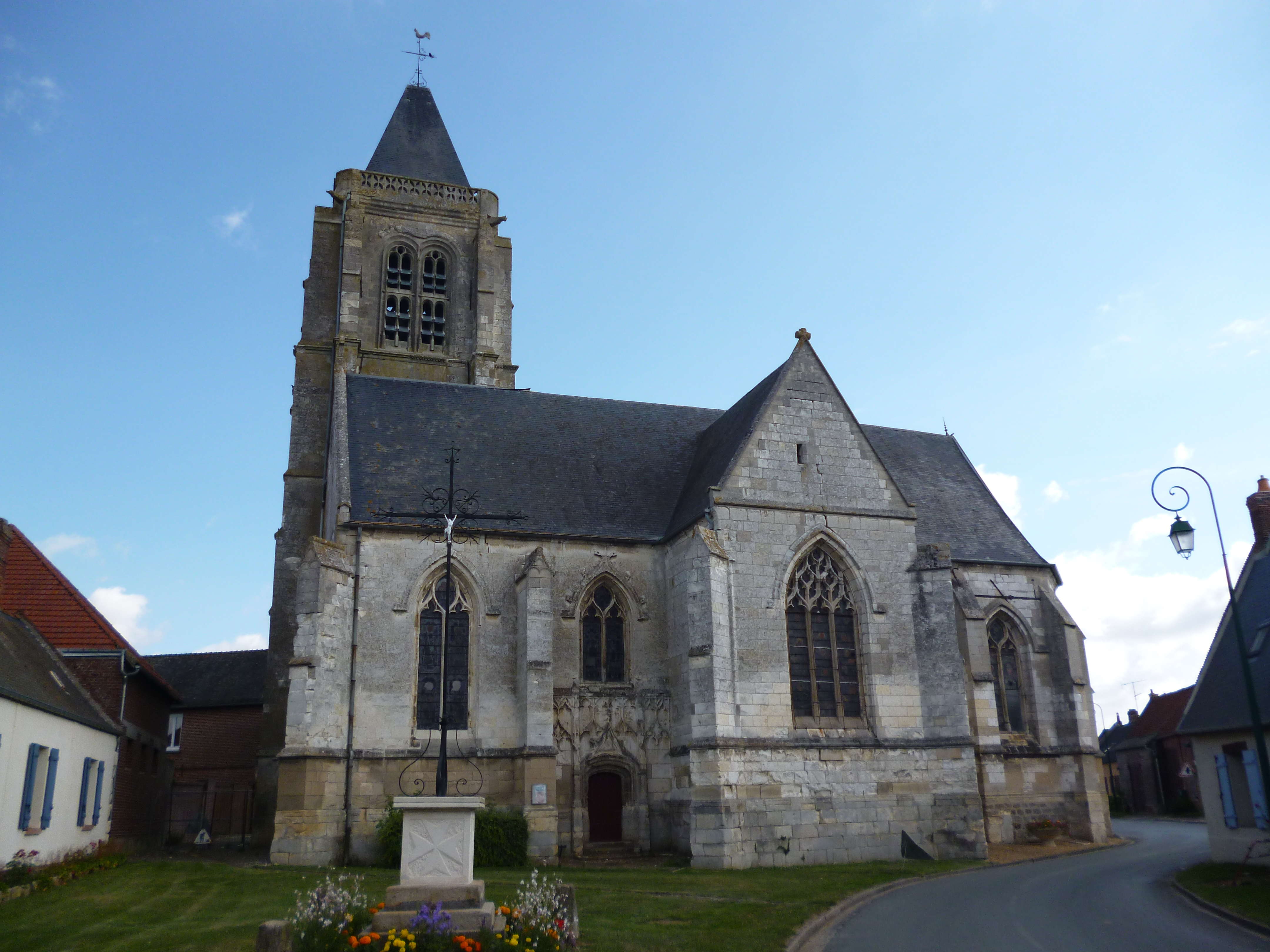
Kirche Saint-Michel